# M80

Lägeskarta.

M80 är en motorväg i Storbritannien som går mellan Glasgow och Stirling. Motorvägen går som går i Skottland går via Kirkintilloch och Cumbernauld. I Glasgow ansluter den till motorvägarna M8 och M73. I Stirling ansluter den till motorvägen M9. Den utgör en länk norrut i Skottland.